# 木下町
木下町（きおろしまち）は、千葉県印旛郡に存在した町。現在の印西市の南部に位置している。町の北部には利根川が流れている。

## 概要
かつては利根川の水運で栄えた。

## 沿革
- 1889年（明治22年）4月1日 - 町村制施行に伴い、竹袋村、別所村、平岡村、小林村、砂田村、宗甫新田が合併して木下町が発足。
- 1954年（昭和29年）12月1日 - 大森町、船穂村、永治村の2町1村と合併して印西町となる。

## 交通

### 鉄道
- 国鉄（JR東日本）
  - 成田線：木下駅 - 小林駅